# مان دي.كوم
مان دي.كوم (بالإنجليزية: Monday.com)‏ من الناحية القانونية مان دي.كوم المحدودة، نظام أساسي قائم على السحابة يسمح للشركات بإنشاء تطبيقاتها الخاصة وبرامج إدارة العمل. أطلق المنتج في عام 2014 وفي يوليو 2019، جمعت الشركة 150 مليون دولار، بناءً على تقييم بقيمة 1.9 مليار دولار. طرحت الشركة للاكتتاب العام في يونيو 2021.

## تاريخ
تأسيست مان دي.كوم في عام 2012 من قى ا روي مان وعيران كامبف وعيران زينمان. بحلول شهر أغسطس من ذلك العام، جمعت الشركة، التي كانت تسمى آنذاك دابولس (بالإنجليزية: daPulse)‏ 1.5 مليون دولار من التمويل الأولي. أطلق المنتج تجاريًا في عام 2014. في يونيو 2016، أعلنت الشركة عن إغلاق 7.6 مليون دولار في الجولة الأولى. وقادت جينيسيس بارتنرز الجولة بمشاركة من الداعم الحالي إنتري كابيتال. في أبريل 2017، جمعت الشركة 25 مليون دولار. وقادت الجولة شركة إنسايت فينتشر بارتنرز ومقرها نيويورك، بمشاركة من المستثمرين الحاليين من الفئة أ شركاء جينيسيس وإنتري كابيتال. في نوفمبر 2017، غيرت الشركة اسم علامتها التجارية من دابولس إلى مان دي.كوم.
في يوليو 2018 جمعت الشركة جولة تمويل من السلسلة سي بقيمة 50 مليون دولار. وقادت الجولة شركة سترايبس جروب، ومقرها نيويورك، بمشاركة مستثمري الفئة أ وب، وإنسايت فينتشر بارتنرز وإنتري كابيتال. في يوليو 2019، أعلنت الشركة أنها جمعت مبلغ 150 مليون دولار من الجولة الرابعة، ليصل إجمالي التمويل إلى 234.1 مليون دولار. قادت الجولة مشاريع الياقوت بمشاركة منهاميلتون لين شركاء هاربورفيست أيون كروس أوفر شركاء وشركاء الاستثمار خمر. منح التمويل الشركة تقييمًا بقيمة 1.9 مليار دولار، مما يجعلها شركة يونيكورن. اعتبارًا من عام 2021، ذكرت الشركة أنها كانت تخدم 127000 عميل عبر أكثر من 200 قطاع أعمال. في مايو 2020، فازت الشركة بجائزة جوائز ويبي للإنتاجية لعام 2020 في فئة التطبيقات والجوال والصوت. في مايو 2021، طرحت الشركة للاكتتاب العام. طرحت الشركة للاكتتاب العام في 10 يونيو 2021.